# Élections européennes de 2009 en Espagne
Les élections européennes de 2009 en Espagne (en espagnol : elecciones al Parlamento Europeo de 2009) se tiennent le 7 juin 2009, afin d'élire les 50 députés européens espagnols de 7e législature du Parlement européen, pour un mandat de cinq ans. La délégation espagnole passera à 54 députés lors de l'entrée en vigueur du traité de Lisbonne, en 2011.
La liste du Parti populaire arrive en tête, devant celle du Parti socialiste.

## Mode de scrutin

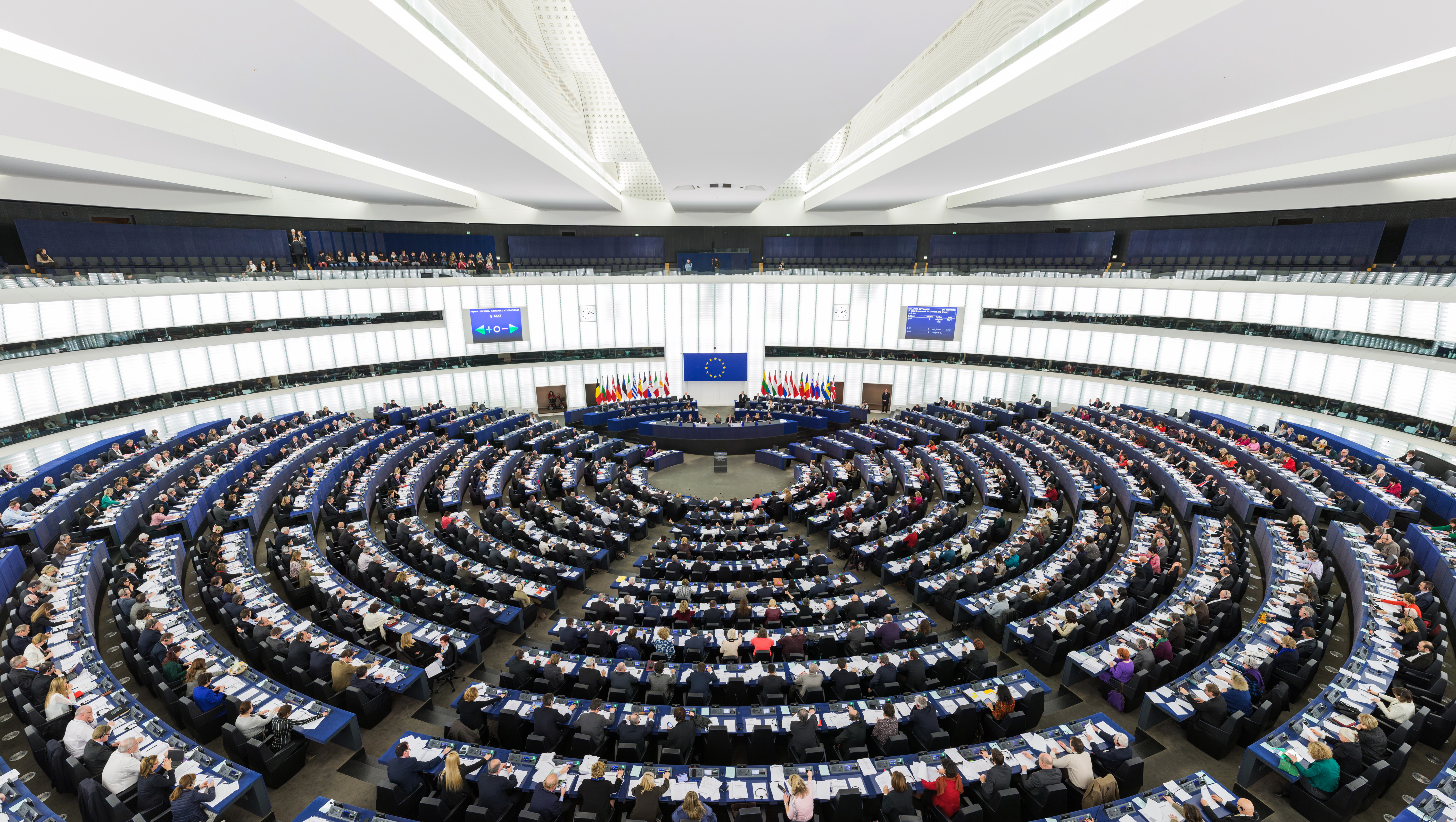
Hémicycle du Parlement européen.

Le Parlement européen (Parlamento europeo) est une assemblée parlementaire monocamérale constituée de députés (diputados), dont 50 Espagnols, élus pour une législature de cinq ans au suffrage universel direct. En Espagne, ils sont élus selon les règles du scrutin proportionnel d'Hondt.

### Convocation du scrutin
Le Parlement européen est élu pour un mandat de cinq ans.
L'article 218 de la loi électorale espagnole (LOREG) du 19 juin 1985 précise que les élections sont convoquées conformément aux normes communautaires par décret du président du gouvernement pris après délibération en Conseil des ministres. Les délais légaux relatifs à la convocation des élections en Espagne ne s'appliquent pas à la convocation des élections européennes.

### Présentation des candidatures
Peuvent présenter des candidatures, : 
- les partis et fédérations de partis inscrits auprès des autorités ;
- les coalitions de partis et/ou fédérations inscrites auprès de la commission électorale au plus tard dix jours après la convocation du scrutin ;
- les groupes d'électeurs disposant des parrainages d'au moins 15 000 électeurs.

### Répartition des sièges
Les sièges à pourvoir sont répartis en suivant différentes étapes, sans seuil électoral défini : 
- les listes sont classées en une colonne par ordre décroissant du nombre de suffrages obtenus ;
- les suffrages de chaque liste sont divisés par 1, 2, 3... jusqu'au nombre de députés à élire afin de former un tableau ;
- les mandats sont attribués selon l'ordre décroissant des quotients ainsi obtenus[5].

## Campagne

### Listes et candidats
| Force politique | Force politique                                                          | Force politique                                                          | Force politique             | Force politique | Force politique | Tête de liste               | Idéologie                                                          | Résultats en 2004           |
| --------------- | ------------------------------------------------------------------------ | ------------------------------------------------------------------------ | --------------------------- | --------------- | --------------- | --------------------------- | ------------------------------------------------------------------ | --------------------------- |
|                 | Parti socialiste ouvrier espagnol (es) Partido Socialista Obrero Español | Parti socialiste ouvrier espagnol (es) Partido Socialista Obrero Español | PSOE                        |                 | PSE             | Juan Fernando López Aguilar | Centre gauche Social-démocratie, progressisme                      | 43,46 % des voix 25 députés |
|                 | Parti des socialistes de Catalogne                                       |                                                                          |                             |                 | PSE             | Juan Fernando López Aguilar | Centre gauche Social-démocratie, progressisme                      | 43,46 % des voix 25 députés |
|                 | Parti populaire (es) Partido Popular                                     | Parti populaire (es) Partido Popular                                     | PP                          |                 | PPE             | Jaime Mayor Oreja           | Centre droit à droite Libéral-conservatisme, démocratie chrétienne | 41,21 % des voix 24 députés |
|                 | Coalition pour l'Europe (es) Coalición por Europa                        | Coalition pour l'Europe (es) Coalición por Europa                        | CEU                         |                 |                 | Ramon Tremosa               | Centre à centre droit Nationalisme, libéralisme                    | 6,42 % des voix 2 députés   |
|                 | Convergence démocratique de Catalogne                                    | Convergence démocratique de Catalogne                                    |                             | ELDR            |                 | Ramon Tremosa               | Centre à centre droit Nationalisme, libéralisme                    | 6,42 % des voix 2 députés   |
|                 | Union démocratique de Catalogne                                          | Union démocratique de Catalogne                                          |                             | PPE             |                 | Ramon Tremosa               | Centre à centre droit Nationalisme, libéralisme                    | 6,42 % des voix 2 députés   |
|                 | Parti nationaliste basque                                                | Parti nationaliste basque                                                |                             | PDE             |                 | Ramon Tremosa               | Centre à centre droit Nationalisme, libéralisme                    | 6,42 % des voix 2 députés   |
|                 | Coalition canarienne                                                     | Coalition canarienne                                                     |                             | PDE             |                 | Ramon Tremosa               | Centre à centre droit Nationalisme, libéralisme                    | 6,42 % des voix 2 députés   |
|                 | Bloc nationaliste valencien                                              | Bloc nationaliste valencien                                              |                             | ALE             |                 | Ramon Tremosa               | Centre à centre droit Nationalisme, libéralisme                    | 6,42 % des voix 2 députés   |
|                 | Union majorquine                                                         |                                                                          |                             |                 |                 | Ramon Tremosa               | Centre à centre droit Nationalisme, libéralisme                    | 6,42 % des voix 2 députés   |
|                 | Union minorquine (es)                                                    |                                                                          |                             |                 |                 | Ramon Tremosa               | Centre à centre droit Nationalisme, libéralisme                    | 6,42 % des voix 2 députés   |
|                 | Partido Andalucista                                                      |                                                                          |                             |                 |                 | Ramon Tremosa               | Centre à centre droit Nationalisme, libéralisme                    | 6,42 % des voix 2 députés   |
|                 | Convergence démocratique de la Frange (es)                               |                                                                          |                             |                 |                 | Ramon Tremosa               | Centre à centre droit Nationalisme, libéralisme                    | 6,42 % des voix 2 députés   |
|                 | La Gauche (es) La Izquierda                                              | La Gauche (es) La Izquierda                                              | La Gauche (es) La Izquierda |                 |                 | Willy Meyer                 | Gauche Socialisme démocratique, écosocialisme, anticapitalisme     | 4,15 % des voix 2 députés   |
|                 | Izquierda Unida                                                          | Izquierda Unida                                                          |                             | PGE             |                 | Willy Meyer                 | Gauche Socialisme démocratique, écosocialisme, anticapitalisme     | 4,15 % des voix 2 députés   |
|                 | Initiative pour la Catalogne Verts                                       | Initiative pour la Catalogne Verts                                       |                             | PVE             |                 | Willy Meyer                 | Gauche Socialisme démocratique, écosocialisme, anticapitalisme     | 4,15 % des voix 2 députés   |
|                 | Gauche unie et alternative                                               | Gauche unie et alternative                                               |                             | PGE             |                 | Willy Meyer                 | Gauche Socialisme démocratique, écosocialisme, anticapitalisme     | 4,15 % des voix 2 députés   |
|                 | Bloc pour les Asturies                                                   |                                                                          |                             |                 |                 | Willy Meyer                 | Gauche Socialisme démocratique, écosocialisme, anticapitalisme     | 4,15 % des voix 2 députés   |
|                 | Europe des Peuples - les Verts (es) Europa de los Pueblos - Verdes       | Europe des Peuples - les Verts (es) Europa de los Pueblos - Verdes       | EDP-V                       |                 |                 | Oriol Junqueras             | Gauche Nationalisme, socialisme, politique écologique              | 2,45 % des voix 1 député    |
|                 | Gauche républicaine de Catalogne                                         | Gauche républicaine de Catalogne                                         |                             | ALE             |                 | Oriol Junqueras             | Gauche Nationalisme, socialisme, politique écologique              | 2,45 % des voix 1 député    |
|                 | Bloc nationaliste galicien                                               | Bloc nationaliste galicien                                               |                             | ALE             |                 | Oriol Junqueras             | Gauche Nationalisme, socialisme, politique écologique              | 2,45 % des voix 1 député    |
|                 | Aralar                                                                   |                                                                          |                             |                 |                 | Oriol Junqueras             | Gauche Nationalisme, socialisme, politique écologique              | 2,45 % des voix 1 député    |
|                 | Eusko Alkartasuna                                                        | Eusko Alkartasuna                                                        |                             | ALE             |                 | Oriol Junqueras             | Gauche Nationalisme, socialisme, politique écologique              | 2,45 % des voix 1 député    |
|                 | Chunta Aragonesista                                                      | Chunta Aragonesista                                                      |                             | ALE             |                 | Oriol Junqueras             | Gauche Nationalisme, socialisme, politique écologique              | 2,45 % des voix 1 député    |
|                 | Entente pour Majorque                                                    |                                                                          |                             |                 |                 | Oriol Junqueras             | Gauche Nationalisme, socialisme, politique écologique              | 2,45 % des voix 1 député    |
|                 | Les Verts                                                                | Les Verts                                                                |                             | PVE             |                 | Oriol Junqueras             | Gauche Nationalisme, socialisme, politique écologique              | 2,45 % des voix 1 député    |
|                 | Union, progrès et démocratie (es) Unión Progreso y Democracia            | Union, progrès et démocratie (es) Unión Progreso y Democracia            | UPyD                        |                 |                 | Francisco Sosa Wagner       | Centre Social-libéralisme, réformisme, unionisme                   | N'existait pas              |

## Résultats

### Participation
| Taux de participation | En 2004 | En 2009 | Différence |
| --------------------- | ------- | ------- | ---------- |
| à 14 heures           | 24,56 % | 24,10 % | 0,46       |
| à 18 heures           | 33,92 % | 33,79 % | 0,13       |
| à 20 heures           | 45,14 % | 44,90 % | 0,24       |

### Voix et sièges
| Liste                    | Liste                                                                  | Voix       | %     | +/-  | Sièges | Sièges        | Sièges | Groupe            |  |
| Liste                    | Liste                                                                  | Voix       | %     | +/-  | 50     | +/-           | 54     | Groupe            |  |
| ------------------------ | ---------------------------------------------------------------------- | ---------- | ----- | ---- | ------ | ------------- | ------ | ----------------- |  |
|                          | Parti populaire (PP)                                                   | 6 670 377  | 42,12 | 0,91 | 23     | 1             | 24     | PPE               |  |
|                          | Parti socialiste ouvrier espagnol (PSOE)                               | 6 141 784  | 38,78 | 4,68 | 21     | 4             | 23     | S&D               |  |
|                          | Coalition pour l'Europe (CEU)                                          | 808 246    | 5,10  | 1,32 | 2      | [ a ]         | 3      | ALDE PPE          |  |
|                          | La Gauche                                                              | 588 248    | 3,71  | 0,44 | 2      | en stagnation | 2      | GUE/NGL Verts/ALE |  |
|                          | Union, progrès et démocratie (UPyD)                                    | 451 866    | 2,85  | Nv   | 1      | 1             | 1      | NI                |  |
|                          | Europe des Peuples - les Verts (EDP-V)                                 | 394 938    | 2,49  | 0,04 | 1      | [ b ]         | 1      | Verts/ALE         |  |
|                          | Initiative internationaliste – La Solidarité entre les peuples (II-SP) | 178 121    | 1,12  | Nv   | 0      | en stagnation | 0      | –                 |  |
|                          | Les Verts-Groupe vert européen (LV-GV)                                 | 89 147     | 0,56  | 0,12 | 0      | en stagnation | 0      | –                 |  |
|                          | Parti anti-taurin contre la maltraitance animale (PACMA)               | 41 913     | 0,26  | Nv   | 0      | en stagnation | 0      | –                 |  |
|                          | Por un Mundo más Justo (PUM+J)                                         | 24 507     | 0,15  | 0,09 | 0      | en stagnation | 0      | –                 |  |
|                          | Libertas-Ciudadanos                                                    | 22 903     | 0,14  | Nv   | 0      | en stagnation | 0      | –                 |  |
|                          | Gauche anticapitaliste – Révolte globale (IA-RG)                       | 19 735     | 0,12  | Nv   | 0      | en stagnation | 0      | –                 |  |
|                          | Alternativa Española (AES)                                             | 19 583     | 0,12  | Nv   | 0      | en stagnation | 0      | –                 |  |
|                          | Parti communiste des peuples d'Espagne (PCPE)                          | 15 221     | 0,10  | Nv   | 0      | en stagnation | 0      | –                 |  |
|                          | Autres listes                                                          | 148 707    | 0,94  | -    | 0      | en stagnation | 0      | –                 |  |
|                          | Blanc                                                                  | 220 471    | 1,39  | 0,78 |        |               |        |                   |  |
|                          |                                                                        |            |       |      |        |               |        |                   |  |
| Suffrages exprimés       | Suffrages exprimés                                                     | 15 835 767 | 99,38 |      |        |               |        |                   |  |
| Votes nuls               | Votes nuls                                                             | 99 380     | 0,62  |      |        |               |        |                   |  |
| Total                    | Total                                                                  | 15 935 147 | 100   | –    | 50     | 4             | 54     | –                 |  |
| Abstention               | Abstention                                                             | 19 557 420 | 55,10 |      |        |               |        |                   |  |
| Inscrits / participation | Inscrits / participation                                               | 35 492 567 | 44,90 |      |        |               |        |                   |  |